# 笹原政勝
笹原 政勝（ささはら まさかつ、1944年6月5日- ）は、日本の実業家。株式会社ハーモニック・ドライブ・システムズ元代表取締役社長。

## 略歴・人物
- 1944年（昭和19年）5月6日生 出身地 神奈川県
- 1967年（昭和42年）3月 神奈川大学工学部機械工学科卒業
- 1967年（昭和42年）4月 株式会社長谷川歯車入社
- 1970年（昭和45年）10月 株式会社ハーモニック・ドライブ・システムズ入社
- 2005年（平成17年）6月 取締役兼専務執行役員最高技術責任者（現任）
- 2007年（平成19年）6月 株式会社ハーモニック・ドライブ・システムズ代表取締役社長
- 2011年 相談役[2]

## 研究論文
- 日高照晃, 石田武, 張佑林 ほか、「波動歯車装置を有するロボット系の振動に関する理論的考察」『山口大学工学部研究報告』 1988年 39巻 1号 p.93-100, NAID 110000216767, 山口大学工学部